# Geoffrey de Clinton
Geoffrey de Clinton († v. 1133), est un baron anglo-normand, chambellan, trésorier et premier cité parmi les proches conseillers du roi d'Angleterre Henri Ier. Il est l'exemple typique de ces « hommes tirés de la poussière » décrits par Orderic Vital dans sa chronique.

## Biographie

### Origines de la famille
Les origines de la famille Clinton sont un peu obscures. Elle tire probablement son nom du village de Glympton (en latin : Clintona) dans l'Oxfordshire. Sa famille est originaire du village de Saint-Pierre-de-Semilly dans le Cotentin où elle avait quelques petites possessions. Il est possible qu'il soit entré au service du futur Henri Ier d'Angleterre dans les années 1090 quand celui-ci était en possession du Cotentin.

### Élévation
La première trace écrite le mentionnant au service du roi date de 1110. Clinton débute alors une carrière d'important officier de la cour et de témoin fréquent des chartes du roi. Peut-être était-il déjà chambellan. En 1118, le chambellan et trésorier Herbert camerarius est accusé de complot contre le roi et meurt. Clinton prend sa place de chambellan et partage la charge de trésorier avec Guillaume de Pont de l'Arche.
Dans les années 1120, il est élevé à la position d'un propriétaire terrien majeur dans le Warwickshire. Il en devient le shérif, probablement en 1121, afin de contrebalancer le pouvoir local de Roger de Beaumont, 2e comte de Warwick, que le roi suspecte de sympathie pour Guillaume Cliton. En 1122, la rébellion de Galéran IV de Meulan, le cousin de Roger de Beaumont, augmente cette suspicion, et le roi ordonne, en 1124, à Roger de donner une part substantielle de ses domaines dans le Warwickshire à Clinton.
Celui-ci sécurise sa position dans le Warwickshire en construisant le grand château de Kenilworth en 1124, sur un domaine royal donné par Henri Ier, à seulement 3 kilomètres de la forteresse principale du comte à Warwick. Il reçoit d'autres terres données par le roi, et utilise son influence politique pour s'enrichir de différentes manières. Sa richesse est alors évaluée à un niveau juste inférieur à celui des grands barons du royaume. Il obtient notamment des fiefs de Robert de Gloucester, des familles de Ferrières et de Stafford entre autres, en devenant leur vassaux.
En 1129, il s'assure l'élection de son neveu Roger à l'évêché de Coventry, en promettant 3 000 marcs d'argent au roi,. À partir de 1130, il est nommé pour entendre les plaidoiries royales (Royal pleas) dans 17 ou 18 comtés,. Les pipe rolls de 1130 montrent qu'il obtient des exemptions de geld (un impôt foncier) pour 578 hides de terres concentrées principalement dans le sud et l'ouest des Midlands.

### Tirés de la poussière
Son élévation sociale est une récompense pour services rendus. Geoffrey de Clinton est l'un de ces hommes dont Orderic Vital dit qu'Henri Ier les « tira de la poussière » :

« [...] il accorda la faveur de l'anoblissement à certaines personnes qui le servirent; il les tira pour ainsi dire de la poussière, et, leur ayant donné de grands biens, les éleva au-dessus des comtes et châtelains illustres. [...] Ainsi le roi tira de la dernière classe, pour les anoblir, ces gens-là. Par son autorité royale, il les fit sortir de la bassesse, les établit au faîte de la puissance et les rendit redoutables mêmes aux plus grands seigneurs de ses États. »

Toutefois, cette élévation soudaine bouleverse et déconcerte les vieilles dynasties de barons normands, et provoque leur ressentiment. Ces agents royaux viennent troubler leur traditionnelle hégémonie provinciale. Ce qui les met en colère n'est pas leur place dans la maison royale, mais le statut social et les propriétés terriennes acquises pour services rendus. Clinton est l'exemple type de ces hommes.
Il est très en faveur auprès du roi, et grâce à cela est autorité à tenir de nombreuses terres durant la minorité des héritiers de ses vieilles dynasties, ainsi que l'abbaye vacante d'Evesham. Il obtient aussi de tenir des domaines royaux en fermage.

### Le déclin
Aux alentours de Pâques 1130 à Woodstock, Clinton est accusé par le roi de trahison,. Il est lavé de cette charge par un jury incluant David Ier d'Écosse, qui siège en qualité de comte d'Huntingdon, mais il doit pour cela payer d'importants pots-de-vin. Les accusations précises contre lui ne sont pas connues, et les dénonciateurs non plus, mais étant l'un des deux trésoriers royaux, on peut supposer qu'il lui est reproché quelques malversations financières. À cette époque, la menace Guillaume Cliton est écartée par sa mort en 1128, et Clinton n'est peut-être plus autant nécessaire au roi qu'auparavant. Les Beaumont, qui sont revenus en faveur royale en 1129, ont peut-être quelque chose à voir avec cette accusation,.
Clinton reste toutefois au service du roi et réussit à conserver de vastes propriétés dans les Midlands, mais il n'est plus la force locale qu'il était autrefois. Il arrive malgré tout à établir une dynastie et un réseau de tenants dans le Warwickshire, dont la plupart viennent du Cotentin,. 
Il meurt entre 1133 et 1135.

## Mariage et descendance
Il se marie avant 1124, mais le nom de sa femme est inconnu. Il a pour descendance connue deux fils, Geoffrey et Robert, et une fille, Lesceline, qui épouse Norman de Verdun. Son fils et successeur Geoffrey († vers 1175), est mêlé à une violente querelle avec le comte de Warwick au début du règne du roi Étienne d'Angleterre. Les Clinton perdent presque toutes leurs propriétés, mais finalement un accord est trouvé (probablement à l'été 1138), par lequel le jeune Geoffrey épouse Agnès, la fille du comte de Warwick.
La ligne mâle directe semble s'éteindre durant le règne d'Henri III. Les Clinton qui tiendront, quelques siècles plus tard, les titres de baron Clinton, comte de Lincoln et duc de Newcastle-under-Lyne descendent d'Osbert, le neveu de Geoffrey Clinton.

### Sources
- (en) Cet article est partiellement ou en totalité issu de l’article de Wikipédia en anglais intitulé « Geoffrey de Clinton » (voir la liste des auteurs).
- R. W. Southern, « King Henry I », Medieval Humanism and Other Studies, 1970, p. 206-233. [réimpression de « The Place of Henry I in English History ». Proceedings of the British Academy, vol. 48 (1962), p. 127-170].
- J. H. Round, « A great marriage settlement », Ancestor, vol. 11 (1904), p. 153-157.
- David Crouch, « Clinton, Geoffrey of (d. c.1133) », Oxford Dictionary of National Biography, Oxford University Press, 2004.
- David Crouch, « Geoffrey de Clinton and Roger, earl of Warwick: new men and magnates in the reign of Henry I », Historical Research, vol. 60 (1982), p. 113-124.
- C. Warren Hollister, Henry I, Yale Monarchs series, Yale University Press (2001).  (ISBN 0300098294).
- T. A. Archer, « Geoffrey de Clinton », Dictionary of National Biography, vol. 11 (1887), p. 93-94.
- Judith A. Green, The Government of England Under Henry I, Cambridge University Press, 1986,  (ISBN 052137586X)
- « Geoffrey de Clinton », Christopher Tyerman, Who's Who in Early Medieval England, 1066-1272, Shepheard-Walwyn, 1996 (ISBN 0856831328), p. 100-101.